# پرواز شماره ۲۱۰۰ بک ایر
پرواز شماره ۲۱۰۰ بک ایر یک پرواز مسافری داخلی بود که از آلماتی به مقصد نورسلطان، قزاقستان برخاسته‌بود. هواپیمای این پرواز یک فوکر ۱۰۰ بود که در ۲۷ دسامبر ۲۰۱۹ و در زمان برخاستن از فرودگاه بین‌المللی آلماتی سقوط کرد. طبق گزارش‌های اولیه از سوی شورای شهر آلماتی، ۱۴ نفر در این حادثه کشته شدند و ۶۶ نفر دیگر نیز به‌شدت مجروح شدند که یکی از این مجروحان نیز بعداً در بیمارستان درگذشت و تعداد کشته‌شدگان حادثه را به ۱۵ نفر رساند؛ با این حال، طبق بیانیهٔ کمیته شرایط اضطراری قزاقستان، شمار کشته‌شدگان بعداً بازبینی شد و به ۱۲ نفر تقلیل یافت. دولت قزاقستان تحقیقات بر روی این حادثه را از روز حادثه آغاز کرد. تعداد دقیق سرنشینان این پرواز بلافاصله پس از حادثه مشخص نبود.

## حادثه
هواپیمای این پرواز لحظاتی پس از برخاست از فرودگاه بین‌المللی آلماتی در قزاقستان با یک ساختمان برخورد کرد. این هواپیما از باند 05R بلند شد و پس از مدت کوتاهی شروع به از دست دادن ارتفاع کرد. طبق گزارش‌ها، هواپیما پس از برخاست به سمت راست متمایل شد و در حدود ساعت ۷:۲۲ صبح به وقت محلی با دیوار بتنی اطراف فرودگاه برخورد کرده و سپس در منطقه‌ای مسکونی در نزدیکی حاشیه فرودگاه به یک ساختمان دو طبقه اصابت کرد. بخش جلویی هواپیما از بدنهٔ اصلی جدا شده و صدمات قابل توجهی را به آن وارد کرد؛ در عین حال دم هواپیما نیز شکسته و از بخش عقب هواپیما جدا شد. در این حادثه دست‌کم ۱۲ نفر از جمله کاپیتان پرواز کشته‌شده و ده‌ها نفر نیز مجروح شدند. مسافران این پرواز شامل ۸۵ فرد بالغ، پنج کودک و سه نوزاد می‌شدند.
یکی از نجات‌یافتگان با نام اصلان نظرلیف گفته‌است که یخ‌زدگی روی بال را مشاهده کرده‌است. او در مکالمه‌ای تلفنی گفت: «وقتی هواپیما بلند شد، به‌شدت شروع به لرزیدن کرد و من می‌دانستم که سقوط خواهد کرد… تمام کسانی که روی بال بودند نیز همین حس را داشتند، چون آنجا یخ زده بود. نمی‌توانم بگویم که [پیش از برخاست] اسپری ضد انجماد بر روی بال‌ها پاشیده نشده‌است، اما حقیقت این است که آنجا یخ زده‌بود». طبق گزارش‌ها، دما در زمان حادثه −۱۲ درجه سلسیوس (۱۰ درجه فارنهایت) بوده‌است. همچنین با توجه به وجود مه غلیظ در نزدیکی مکان حادثه، میدان دید نیز به ۱٬۰۰۰ متر (۱٬۱۰۰ یارد) کاهش یافته‌بود.

## هواپیما

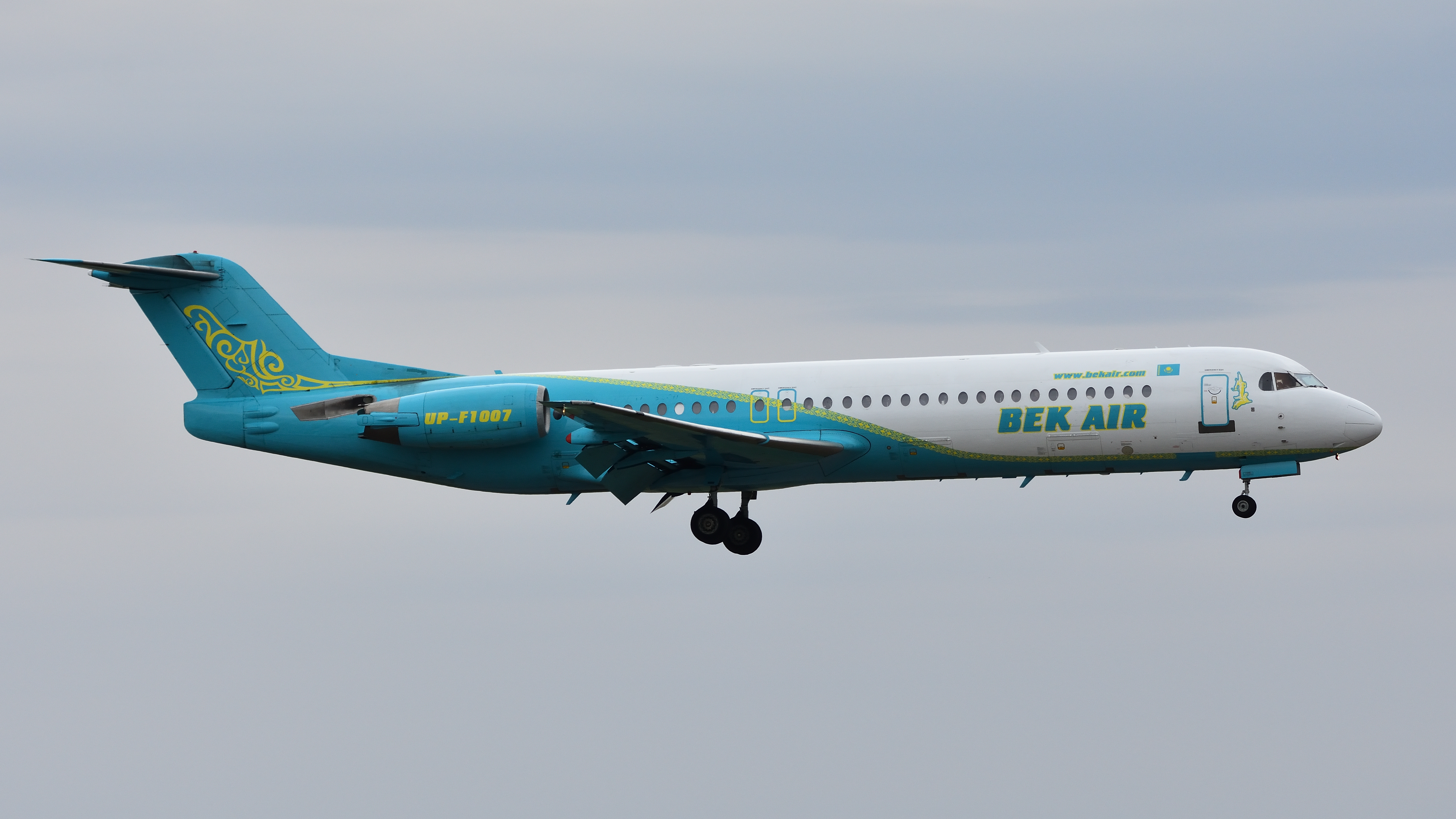
F100 UP-F1007 11496 قزاقستان F100

هواپیمایی که دچار حادثه شد یک فوکر ۱۰۰ بود که در سال ۱۹۹۶ ساخته شده‌بود و پیش از پیوستن به ناوگان هواپیمایی بک ایر در سال ۲۰۱۳ با شماره دم UP-F1007، برای فورموسا ایرلاینز، مندرین ایرلاینز، کانتکت ایر و اوال‌تی اکسپرس نیز پرواز کرده‌بود. این هواپیما در سپتامبر ۲۰۱۶ به کام ایر اجاره داده‌شد و سپس پس گرفته‌شد. این هواپیما در فوریه ۲۰۱۷ به خطوط هوایی صافی اجاره داده‌شد و دوباره به بک ایر برگردانده‌شد و در نهایت در دسامبر ۲۰۱۸ به ایر جیبوتی واگذار شده و پس از آن دوباره به بک ایر برگشت. این هواپیما تا پیش از وقوع حادثه در ۲۷ دسامبر ۲۰۱۹، که منجر به نابودی آن شد، در خدمت بک ایر باقی مانده‌بود. گواهینامهٔ صلاحیت پروازی این هواپیما در ۲۲ مهٔ ۲۰۱۹ تمدید شده‌بود.

## پیامدها
بر اساس بیانیهٔ بریک یلی، معاون مطبوعاتی رئیس‌جمهور قزاقستان، قاسم جومارت توقایف روز ۲۸ دسامبر را به‌عنوان روز عزای عمومی اعلام کرد و گفت «کسانی که مسئول این حادثه بوده‌اند، مطابق با قانون به‌شدت مجازات خواهند شد». مقامات قزاقستان مجوز پرواز بک ایر را پس از وقوع این حادثه باطل کردند.